# Erk (parti)
Pour les articles homonymes, voir Erk.

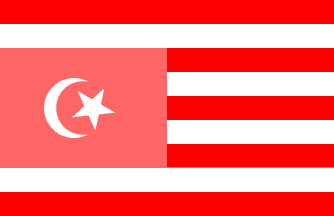
Drapeau du parti politique ERK

Erk est un parti politique ouzbek, fondé en 1990 par Muhammad Solih, et officiellement reconnu en tant que premier parti politique d'opposition ouzbek l'année suivante. À la suite d'une campagne de répression menée contre les opposants au gouvernement, Erk a été interdit en 1993 et Muhammad Solih s'est exilé peu après.
Parmi les sympathisants du parti Erk, on peut citer l'écrivain Mamadali Mahmoudov, déjà condamné deux fois par les autorités ouzbèques.
Ce parti prône des idées laïques, et du fait de ses idées sociales et libérales, il est proche des partis Européens de la social-démocratie.